# Matt Bettinelli-Olpin
Matt Bettinelli-Olpin est un réalisateur, scénariste, acteur et musicien américain né le 19 février 1978 en Californie. Il a notamment fait partie du groupe de punk rock Link 80 et des collectifs de réalisateurs Chad, Matt & Rob (en) et Radio Silence (en). Il réalise ensuite des longs métrages, principalement des films d'horreur, comme Wedding Nightmare (2019) et Scream (2022). Il collabore fréquemment avec Tyler Gillett.

## Biographie
Matt Bettinelli-Olpin nait en Californie en 1978. Il est élevé dans la région d'Oakland. Durant ses études, il fréquente notamment le lycée Bishop O'Dowd High School (en) puis l'université de Californie à Santa Cruz.

### Carrière musicale

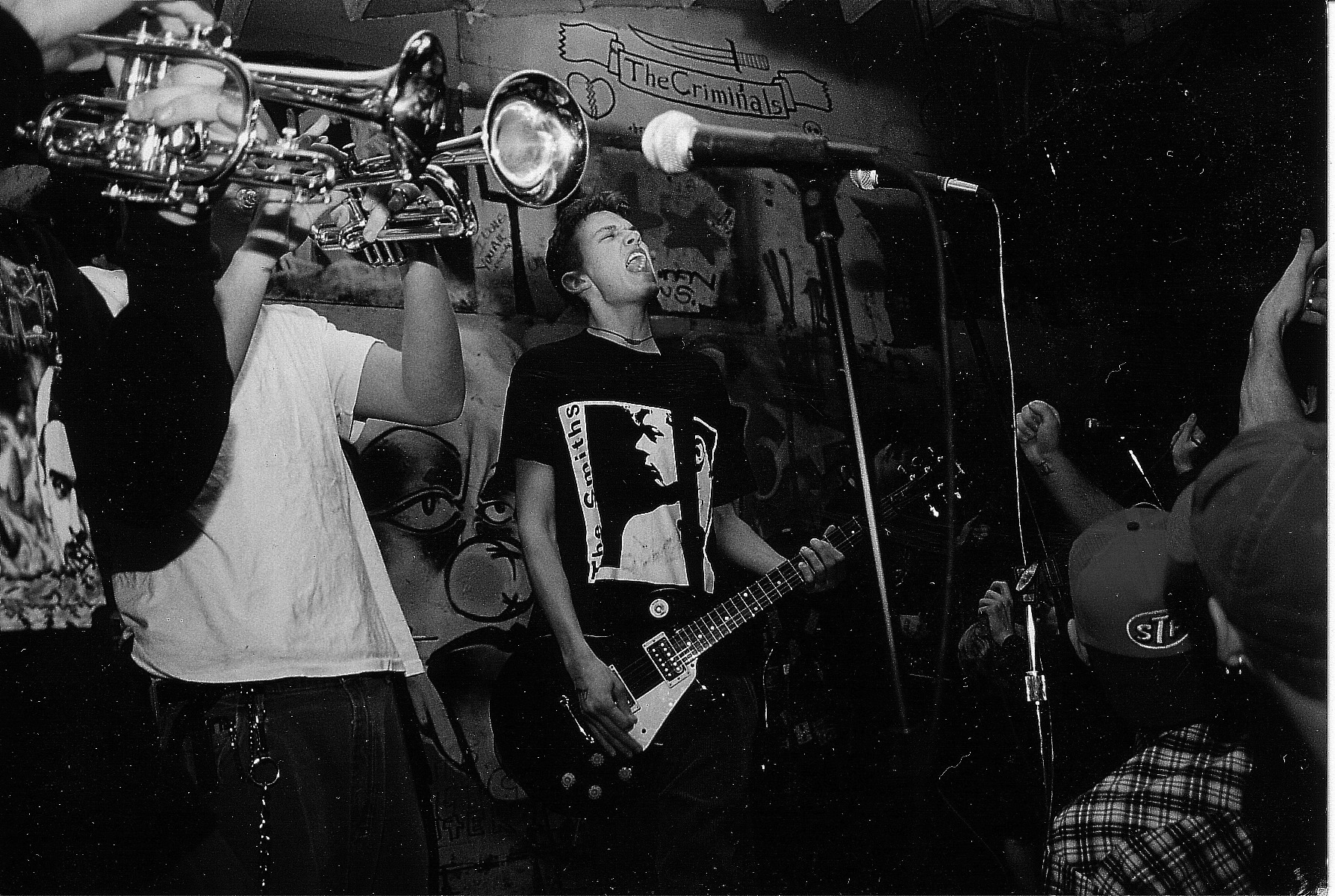
Matt Bettinelli-Olpin en 1997 avec le groupe Link 80

En 1993, il participe à la formation du groupe de punk rock issu de la baie de San Francisco, Link 80. Il joue de la guitare sur les deux premiers albums, 17 Reasons et Killing Katie, et coécrit certaines chansons avec Nick Traina,. Après avoir quitté le groupe, il travaille comme journaliste musical et interviewe plusieurs artistes et groupes comme Alkaline Trio, Blur, Violent Femmes, The Breeders, The Mars Volta ou encore The Psychedelic Furs,.

### Carrière cinématographique
En 1999, il réalise le clip de la chanson Goodbye Forever du groupe Alkaline Trio, alors qu'il est encore à l'université. Au début des années 2000, il apparait dans plusieurs vidéos de The Lonely Island, ancien colocataires à l'université. Alors qu'il travaille au service courrier de New Line Cinema, il forme en 2007 le collectif de réalisateurs Chad, Matt & Rob (en), avec Chad Villella et Rob Polonsky. Le trio se fait connaitre avec son style mêlant comédie, aventure, science-fiction et horreur. Ils réalisent plusieurs courts métrages viraux en found footage comme Roommate Alien Prank Gone Bad ou la série Interactive Adventures, qui totalisent de nombreuses vues sur Internet,.
Après la dissolution du collectif Chad, Matt & Rob, il forme Radio Silence (en) avec Tyler Gillett, Justin Martinez (en) et Chad Villella (en). Ils coréalisent le segment 10/31/98 du film d'horreur à sketches V/H/S (2012),.
Il réalise ensuite son premier long métrage, The Baby (2014), coréalisé avec Tyler Gillett. Ils refont équipe pour Wedding Nightmare (2019). En mars 2020, les deux hommes sont annoncés à la réalisation du 5e film de la franchise Scream. Intitulé Scream, le film sort début 2022.

## Filmographie
Sauf indication contraire, les informations mentionnées dans cette section peuvent être confirmées par la base de données cinématographiques IMDb,  présente dans la section « Liens externes ».

### Réalisateur
Longs métrages
- 2012 : V/H/S - segment 10/31/98 (coréalisé avec le collectif Radio Silence (en))
- 2014 : The Baby (coréalisé avec Tyler Gillett)
- 2015 : 666 Road (Southbound) - segments The Way In et The Way Out (coréalisé avec le collectif Radio Silence (en))
- 2019 : Wedding Nightmare (Ready or Not) (coréalisé avec Tyler Gillett)
- 2022 : Scream (coréalisé avec Tyler Gillett)
- 2023 : Scream 6 (coréalisé avec Tyler Gillett)
- 2024 : Abigail (coréalisé avec Tyler Gillett)
- 2026 : Ready or Not 2: Here I Come (coréalisé avec Tyler Gillett)

Autres
- 1998 : It Came from Hollywood (documentaire)
- 1999 : Goodbye Forever d'Alkaline Trio (clip musical)
- 2007 : Happy Halloween (court métrage)
- 2008 : Prison Break (court métrage)
- 2008 : Danger Zone (court métrage)
- 2008 : Chad Hates Aliens (court métrage)
- 2008 : The Time Machine (court métrage)
- 2009 : The Murder (court métrage)
- 2010 : The Birthday Party (court métrage)
- 2010 : Mountain Devil Prank Fails Horribly (court métrage)
- 2010 : The Teleporter (court métrage)
- 2011 : The Treasure Hunt (court métrage)

### Scénariste
- 2015 : 666 Road (Southbound)
- 1998 : It Came from Hollywood (documentaire)
- 2007 : Happy Halloween (court métrage)
- 2008 : Prison Break (court métrage)
- 2008 : Danger Zone (court métrage)
- 2008 : Chad Hates Aliens (court métrage)
- 2008 : The Time Machine (court métrage)
- 2009 : The Murder (court métrage)
- 2010 : The Birthday Party (court métrage)
- 2010 : Mountain Devil Prank Fails Horribly (court métrage)
- 2010 : The Teleporter (court métrage)
- 2011 : The Treasure Hunt (court métrage)
- 2012 : V/H/S - segment 10/31/98

### Producteur / producteurs délégués
- 2012 : V/H/S - segment 10/31/98
- 2015 : 666 Road (Southbound) - film collectif
- 2021 : Phobias de Camilla Belle, Maritte Lee Go et Joe Sill
- 2021 : V/H/S 94 - film collectif
- 2022 : V/H/S 99 - film collectif
- 2023 : V/H/S 85 - film collectif
- 2025 : Fountain of Youth de Guy Ritchie

## Discographie
- The Link 80 & Wet Nap Split (1995)
- Remember How It Used To Be EP (1995)
- Rumble At The Tracks EP (1996)
- 17 Reasons (1996)
- Killing Katie (1997)